# Ding Wenyuan
Ding Wenyuan (chinesisch 丁文淵, Pinyin Dīng Wényuān; * 1889; † 1957 oder 1959 in Hongkong) war ein chinesischer Intellektueller, Übersetzer und Diplomat. Er war der jüngere Bruder des Geologen und Essayisten Ding Wenjiang. Ding begann 1919 in Berlin und Greifswald zu studieren. 1934 schloss er seine Promotion in Frankfurt ab und wurde stellvertretender Leiter des China-Instituts der Universität Frankfurt, wo er bereits seit 1928 oder 1929 als Sprachlektor tätig war. 1933 war Ding neben dem chinesischen Gesandten Liu Wentao das einzige chinesische Mitglied im Vorstand des Institutes.
In den 1930er-Jahren zählte Ding zu den wichtigsten Fürsprechern der chinesischen Republik unter Chiang Kai-shek. 1938 begann er seine Tätigkeit an der chinesischen Botschaft in Berlin und war 1939 an Gesprächen mit deutschen Diplomaten beteiligt, die zum Ziel hatten, einen Waffenstillstand im Zweiten Japanisch-Chinesischen Krieg zu vermitteln. 1939 wurde Ding zudem vom chinesischen Botschafter Chen Jie nach Wien entsandt, um das dortige chinesische Generalkonsulat zu inspizieren, an dem der dortige Generalkonsul Ho Feng Shan Visa für Jüdinnen und Juden ausstellte, die das Nationalsozialistische Deutschland verlassen mussten.
1942 wurde Ding Präsident der Tongji-Universität. 1949 floh er zunächst nach Taiwan und zog dann noch im selben Jahr nach Hongkong, wo er 1957 oder 1959 verstarb.